# Marcy Rylan
Marcy Rylan (* 4. November 1980 in Providence, North Carolina; gebürtig Marcy Faith Behrens) ist eine US-amerikanische Schauspielerin.

## Leben und Leistungen
Rylan schloss im Jahr 1999 die Tyrone Area High School ab. Später zog sie nach New York City, wo sie Mitbewohnerin der Schauspielerinnen Mandy Bruno und Alexandra Chando wurde. Sie debütierte als Schauspielerin in einer Folge der Fernsehserie Drake & Josh aus dem Jahr 2005. In der Sportkomödie Girls united – Alles oder nichts (2006), einer Fortsetzung von Girls United, spielte sie neben Hayden Panettiere eine der größeren Rollen. Ab dem Jahr 2006 war sie in der Fernsehserie Springfield Story zu sehen.
Rylan widmet sich in ihrer Freizeit der ehrenamtlichen Arbeit.

## Filmografie (Auswahl)
- 2005: Drake & Josh (Fernsehserie, Folge 3x03)
- 2006: Girls United – Alles oder Nichts (Bring It On: All or Nothing)
- 2006–2009: Springfield Story (The Guiding Light, Fernsehserie)
- 2010–2013: Schatten der Leidenschaft (The Young and the Restless, Fernsehserie)
- seit 2013: General Hospital (Fernsehserie)